# Juan Rodríguez (roddare)
Juan Antonio Rodríguez Iglesias, född 9 juli 1928 i Dolores, död 27 September 2019, var en uruguayansk roddare.
Rodríguez blev olympisk bronsmedaljör i dubbelsculler vid sommarspelen 1948 i London och vid sommarspelen 1952 i Helsingfors.